# Caserne de pompiers de Vantaankoski
La caserne de pompiers de Vantaankoski (en finnois : Vantaankosken paloasema) est une caserne de pompiers du quartier d'Havukoski à Vantaa en Finlande,,.

## Présentation
La caserne de pompiers Vantaankoski a commencé ses opérations en 1970.
En 1973, le Conseil d'Etat décide d'inclure les services de secours à ceux de lutte contre les incendies.
Le service de secours signifiait toutes les actions effectuées par les autorités, les organisations bénévoles et d'autres communautés dans des situations d'accident et de catastrophe. 
Cela a imposé de nouvelles exigences aux pompiers en matière de formation, d'équipement et d'opérations. Le durcissement des conditions d'éligibilité a augmenté les besoins de formation, car il n'était pas possible de participer aux activités opérationnelles sans la formation requise pour la tâche.

## Organisation
En dehors d'Helsinki, la responsabilité des opérations de sauvetage a été transférée aux régions de bien-être à la fin de l'année 2022. 
Les casernes de pompiers du service central de secours d'Uusimaa dépendent de la Région de bien-être de Vantaa et Kerava et de la région de bien-être d'Uusimaa central.

## Galerie

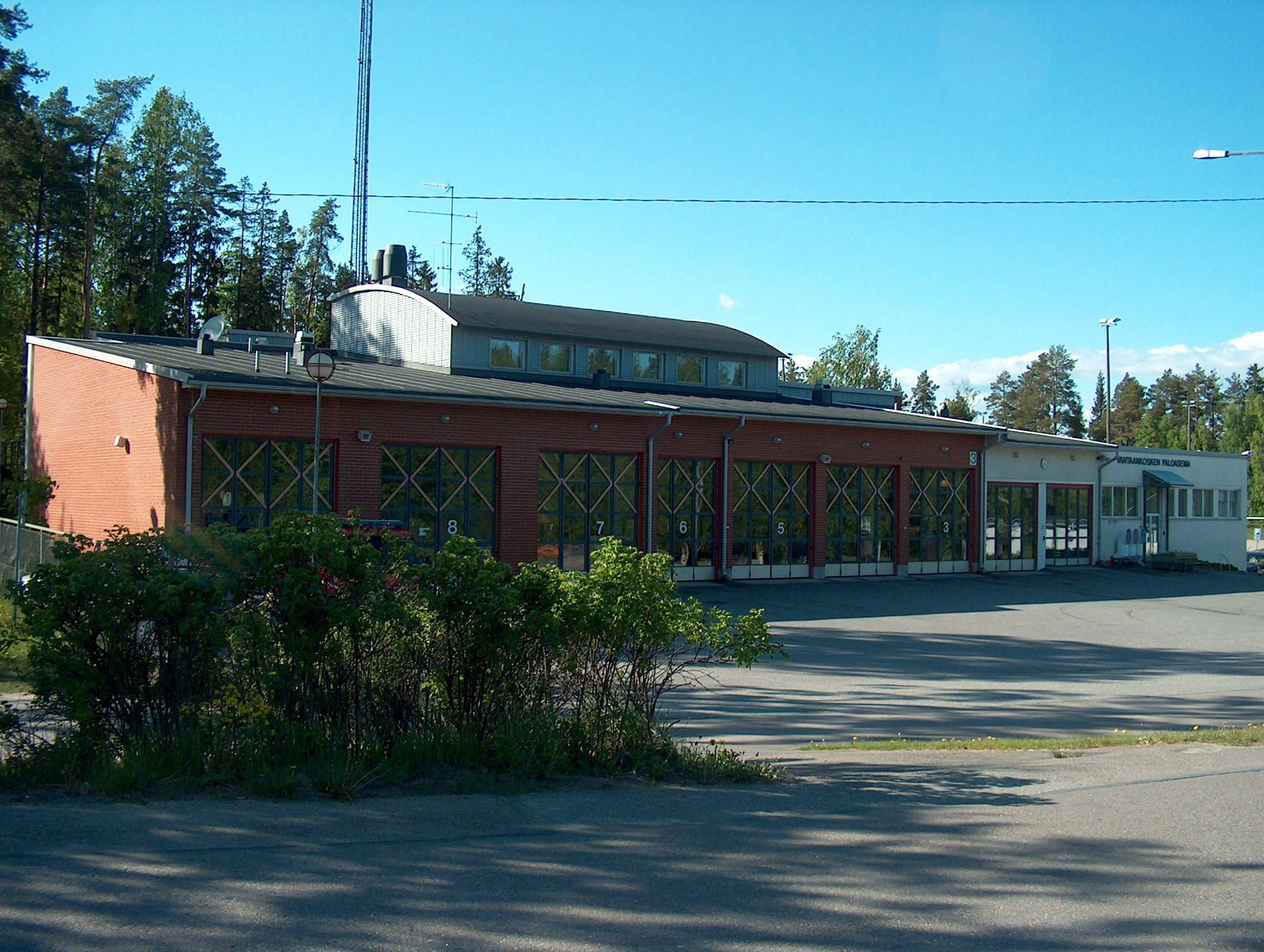